# 伍德勞恩 (阿肯色州克里夫蘭縣)
伍德勞恩（英語：Woodlawn）是位於美國阿肯色州克里夫蘭縣的一個人口普查指定地區。

## 地理
伍德勞恩的座標為33°58′00″N 92°02′43″W / 33.96667°N 92.04528°W，而該地最高點為海拔高度79米（即259英尺）。

## 人口
根據2020年美國人口普查的數據，伍德勞恩的面積為6.09平方千米，當中陸地面積為6.09平方千米，而水域面積為0.00平方千米。當地共有人口174人，而人口密度為每平方千米28人。